# Beauvilliers (Eure-et-Loir)
Pour les articles homonymes, voir Beauvilliers.
Beauvilliers est une commune française située dans le département d'Eure-et-Loir, en région Centre-Val de Loire.

## Géographie

### Situation

Situation géographique
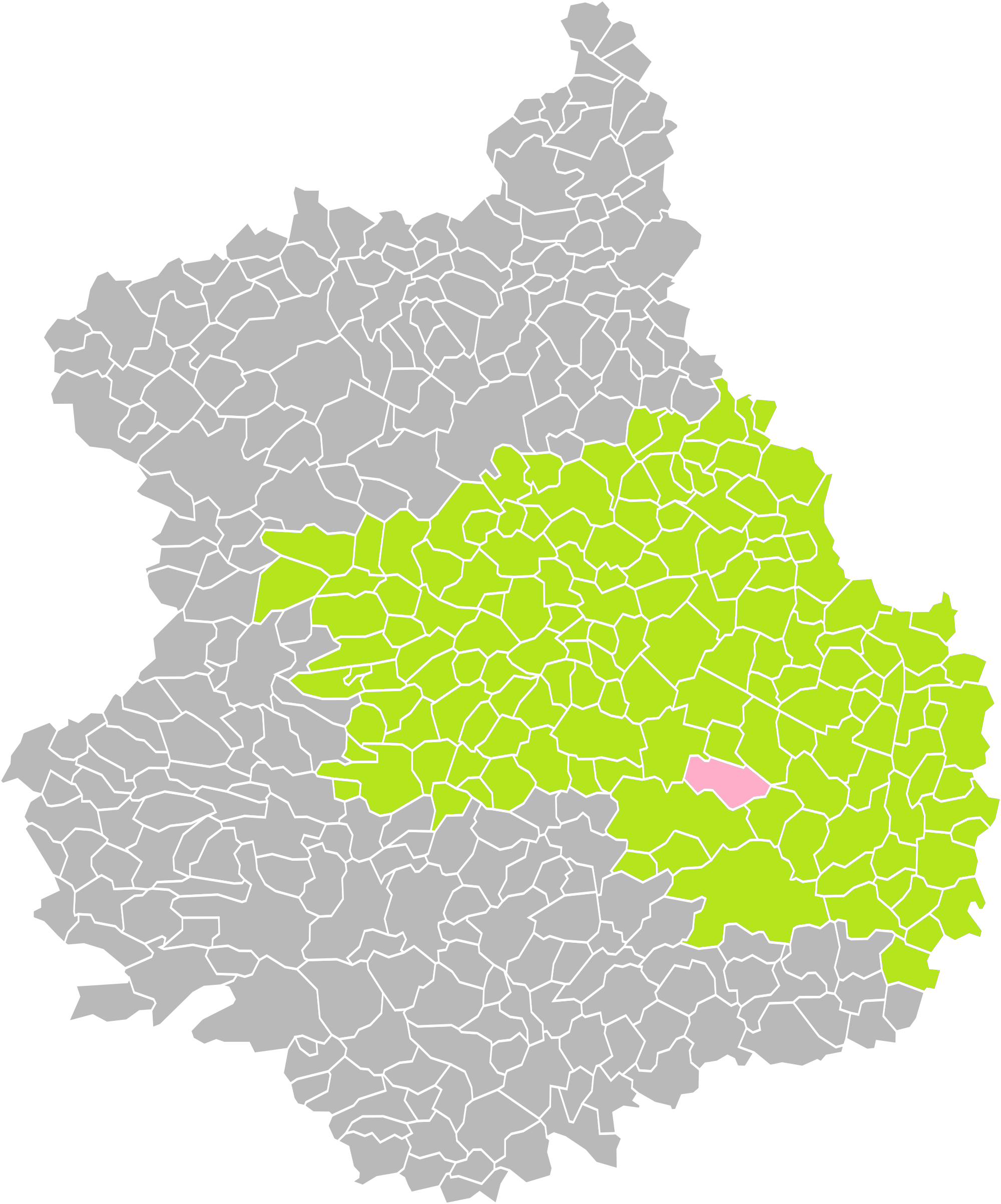
Beauvilliers dans son arrondissement.
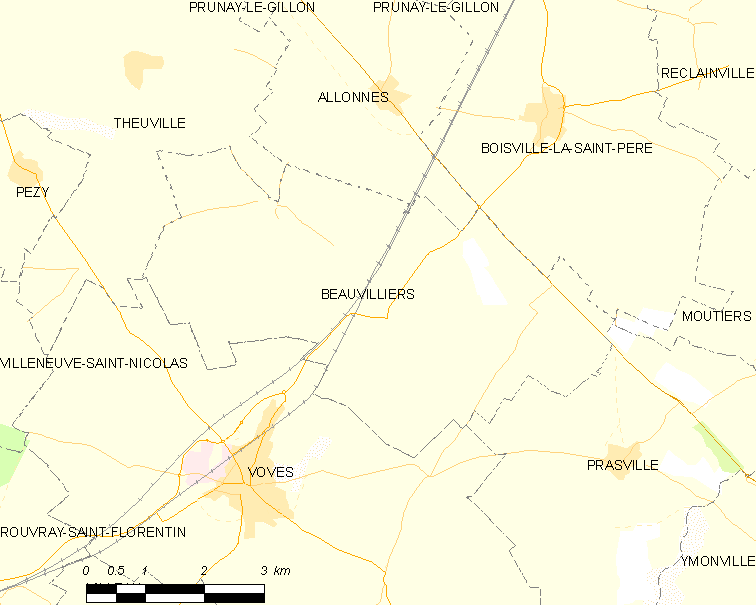
Carte de la commune de Beauvilliers.

### Communes limitrophes
| Theuville                | Allonnes     | Boisville-la-Saint-Père |
| Villeneuve-Saint-Nicolas | Beauvilliers | Moutiers                |
|                          | Voves        | Prasville               |

### Climat
Pour des articles plus généraux, voir Climat du Centre-Val de Loire et Climat d'Eure-et-Loir.
En 2010, le climat de la commune est de type climat océanique dégradé des plaines du Centre et du Nord, selon une étude du CNRS s'appuyant sur une série de données couvrant la période 1971-2000. En 2020, Météo-France publie une typologie des climats de la France métropolitaine dans laquelle la commune est exposée à un climat océanique altéré et est dans la région climatique  Sud-ouest du bassin Parisien, caractérisée par une faible pluviométrie, notamment au printemps (120 à 150 mm) et un hiver froid (3,5 °C). 
Pour la période 1971-2000, la température annuelle moyenne est de 10,6 °C, avec une amplitude thermique annuelle de 14,9 °C. Le cumul annuel moyen de précipitations est de 621 mm, avec 10,4 jours de précipitations en janvier et 7,5 jours en juillet. Pour la période 1991-2020, la température moyenne annuelle observée sur la station météorologique de Météo-France la plus proche, « Louville », sur la commune de Louville-la-Chenard à 10 km à vol d'oiseau, est de 11,5 °C et le cumul annuel moyen de précipitations est de 625,8 mm,. Pour l'avenir, les paramètres climatiques de la commune estimés pour 2050 selon différents scénarios d'émission de gaz à effet de serre sont consultables sur un site dédié publié par Météo-France en novembre 2022.

## Urbanisme

### Typologie
Au 1er janvier 2024, Beauvilliers est catégorisée commune rurale à habitat dispersé, selon la nouvelle grille communale de densité à 7 niveaux définie par l'Insee en 2022.
Elle est située hors unité urbaine. Par ailleurs la commune fait partie de l'aire d'attraction de Chartres, dont elle est une commune de la couronne,. Cette aire, qui regroupe 117 communes, est catégorisée dans les aires de 50 000 à moins de 200 000 habitants,.

### Occupation des sols
L'occupation des sols de la commune, telle qu'elle ressort de la base de données européenne d’occupation biophysique des sols Corine Land Cover (CLC), est marquée par l'importance des territoires agricoles (96,9 % en 2018), en diminution par rapport à 1990 (99,5 %). La répartition détaillée en 2018 est la suivante : 
terres arables (96,9 %), mines, décharges et chantiers (3,1 %). L'évolution de l’occupation des sols de la commune et de ses infrastructures peut être observée sur les différentes représentations cartographiques du territoire : la carte de Cassini (XVIIIe siècle), la carte d'état-major (1820-1866) et les cartes ou photos aériennes de l'IGN pour la période actuelle (1950 à aujourd'hui).

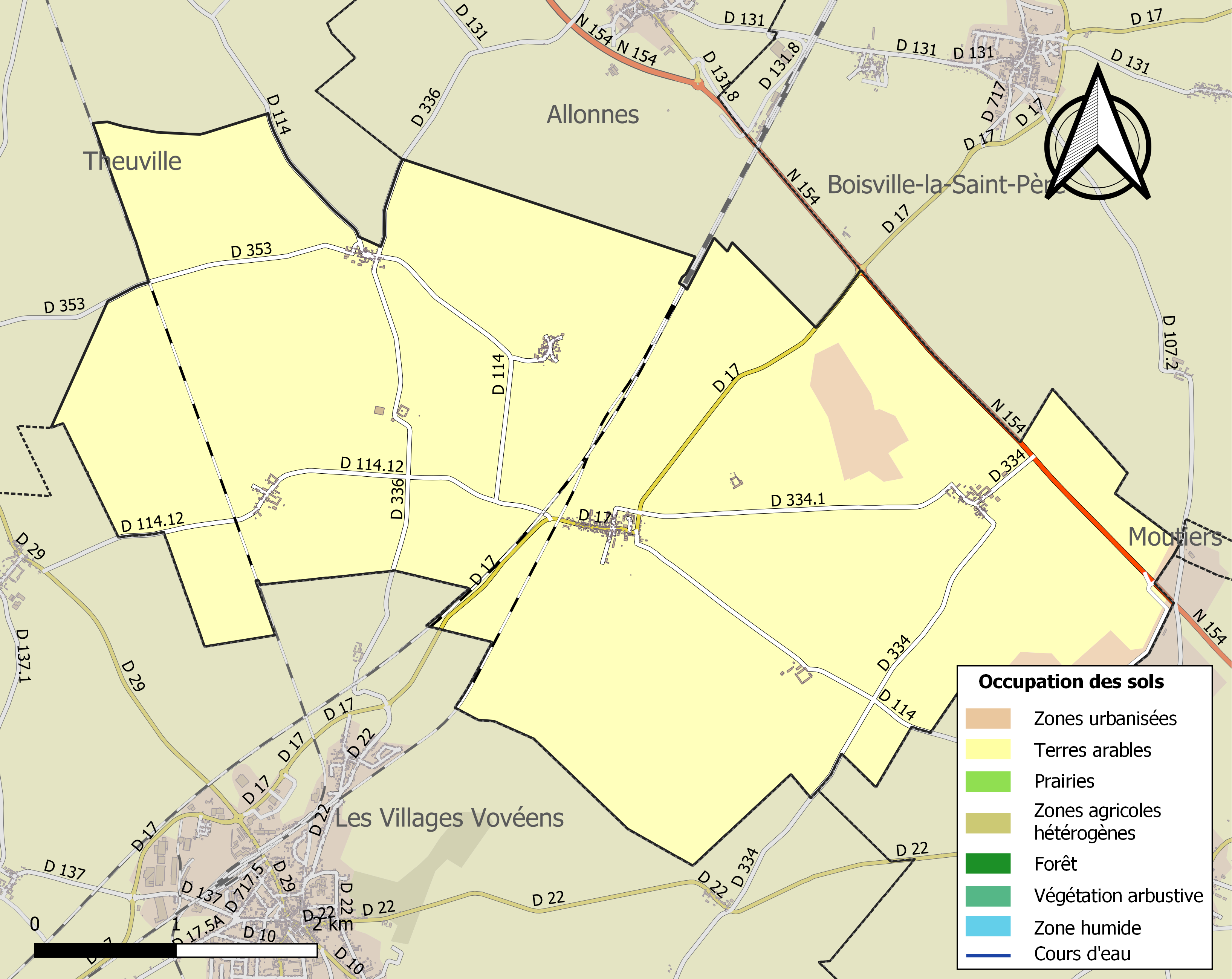
Carte des infrastructures et de l'occupation des sols de la commune en 2018 (CLC).

### Hameaux, lieux-dits et écarts
- Hombières ;
- Mauloup ;
- Vieil-Allonnes, attesté sous les formes Vetus Alompna en 1300, Vieux Alonne en 1669[13] ;
- Villereau ;
- Villeneuve-la-Vierge.

### Risques majeurs
Le territoire de la commune de Beauvilliers est vulnérable à différents aléas naturels : météorologiques (tempête, orage, neige, grand froid, canicule ou sécheresse), inondations, mouvements de terrains et séisme (sismicité très faible). Il est également exposé à un risque technologique, le transport de matières dangereuses. Un site publié par le BRGM permet d'évaluer simplement et rapidement les risques d'un bien localisé soit par son adresse soit par le numéro de sa parcelle.

#### Risques naturels
Certaines parties du territoire communal sont susceptibles d’être affectées par le risque d’inondation par débordement de cours d'eau, notamment le Sainte-Suzanne et l'Ozanne. La commune a été reconnue en état de catastrophe naturelle au titre des dommages causés par les inondations et coulées de boue survenues en 1999,.

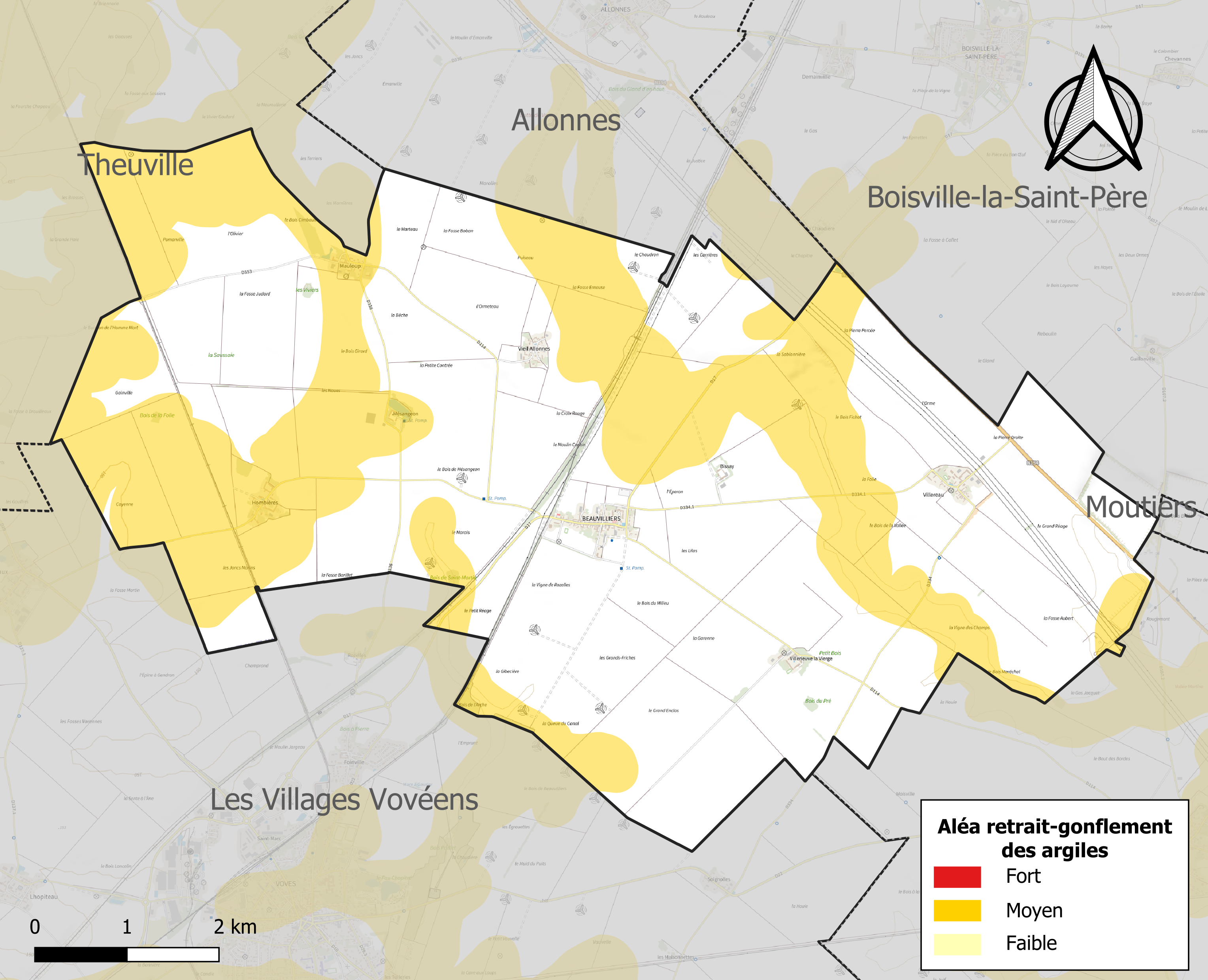
Carte des zones d'aléa retrait-gonflement des sols argileux de Beauvilliers.

Les mouvements de terrains susceptibles de se produire sur la commune sont des mouvements de sols liés à la présence d'argile, des affaissements et effondrements liés aux cavités souterraines (hors mines) et des effondrements généralisés. L'inventaire national des cavités souterraines permet de localiser celles situées sur la commune.
Le retrait-gonflement des sols argileux est susceptible d'engendrer des dommages importants aux bâtiments en cas d’alternance de périodes de sécheresse et de pluie. 35,8 % de la superficie communale est en aléa moyen ou fort (52,8 % au niveau départemental et 48,5 % au niveau national). Sur les 156 bâtiments dénombrés sur la commune en 2019, 37 sont en aléa moyen ou fort, soit 24 %, à comparer aux 70 % au niveau départemental et 54 % au niveau national. Une cartographie de l'exposition du territoire national au retrait gonflement des sols argileux est disponible sur le site du BRGM,.
Concernant les mouvements de terrains, la commune a été reconnue en état de catastrophe naturelle au titre des dommages causés par la sécheresse en 1989 et par des mouvements de terrain en 1999.

#### Risques technologiques
Le risque de transport de matières dangereuses sur la commune est lié à sa traversée par des infrastructures routières ou ferroviaires importantes ou la présence d'une canalisation de transport d'hydrocarbures. Un accident se produisant sur de telles infrastructures est en effet susceptible d’avoir des effets graves au bâti ou aux personnes jusqu’à 350 m, selon la nature du matériau transporté. Des dispositions d’urbanisme peuvent être préconisées en conséquence.

## Toponymie
Le nom de la localité est attesté sous les formes Beauviler en 1272 (ch. du chap. de Chartres), Bellum Villare en 1300 (polypt. de Chartres), Beauvillier en Beausse en 1540 (ch. du pr. de Meslay-le-Vidame), Beauvillier en Chartrain 1613 (ch. du chap. de Chartres).
Beauvilliers est un toponyme avec le sens de « beau domaine » ou « beau village ».

## Histoire

### Époque contemporaine

#### XXesiècle
Beauvilliers était le site envisagé par Bernard Pons en 1996 pour accueillir le troisième aéroport de Paris. Le projet a été concurrencé par d'autres communes en 1997, puis abandonné.

## Politique et administration

### Liste des maires
| Période                                  | Période  | Identité             | Étiquette | Qualité                                   |
| ---------------------------------------- | -------- | -------------------- | --------- | ----------------------------------------- |
| mars 2001                                | En cours | Jean-Claude Bayarri, |           | Ingénieur ou cadre technique d'entreprise |
| Les données manquantes sont à compléter. |          |                      |           |                                           |

## Population et société

### Démographie
L'évolution du nombre d'habitants est connue à travers les recensements de la population effectués dans la commune depuis 1793. Pour les communes de moins de 10 000 habitants, une enquête de recensement portant sur toute la population est réalisée tous les cinq ans, les populations de référence des années intermédiaires étant quant à elles estimées par interpolation ou extrapolation. Pour la commune, le premier recensement exhaustif entrant dans le cadre du nouveau dispositif a été réalisé en 2008.

En 2022, la commune comptait 342 habitants, en évolution de +1,79 % par rapport à 2016 (Eure-et-Loir : −0,23 %, France hors Mayotte : +2,11 %).
| 1793 | 1800 | 1806 | 1821 | 1831 | 1836 | 1841 | 1846 | 1851 |
| ---- | ---- | ---- | ---- | ---- | ---- | ---- | ---- | ---- |
| 600  | 586  | 611  | 590  | 636  | 627  | 639  | 644  | 652  |

| 1856 | 1861 | 1866 | 1872 | 1876 | 1881 | 1886 | 1891 | 1896 |
| ---- | ---- | ---- | ---- | ---- | ---- | ---- | ---- | ---- |
| 689  | 718  | 714  | 639  | 639  | 626  | 639  | 671  | 627  |

| 1901 | 1906 | 1911 | 1921 | 1926 | 1931 | 1936 | 1946 | 1954 |
| ---- | ---- | ---- | ---- | ---- | ---- | ---- | ---- | ---- |
| 618  | 607  | 574  | 538  | 513  | 509  | 458  | 477  | 441  |

| 1962 | 1968 | 1975 | 1982 | 1990 | 1999 | 2006 | 2008 | 2013 |
| ---- | ---- | ---- | ---- | ---- | ---- | ---- | ---- | ---- |
| 374  | 343  | 271  | 202  | 210  | 256  | 294  | 305  | 335  |

| 2018 | 2022 | - | - | - | - | - | - | - |
| ---- | ---- | - | - | - | - | - | - | - |
| 333  | 342  | - | - | - | - | - | - | - |

## Économie

### Parcs éoliens
- Installé en mai 2006 par CSO Energy, le parc éolien du bois de l'Arche réunit cinq turbines Nordex d'une puissance de 2,3 MW chacune, développant une puissance totale de 11,5 MW ;
- Mis en service en septembre 2014 par la société JPee, le parc éolien du moulin d'Émanville, implanté également sur la commune voisine d'Allonnes comprend dix-sept turbines Vestas V112 d'une puissance de 3 MW chacune, totalisant une puissance de 51 MW[29].

### 3ème Aéroport international de Paris
Le 05 juin 1996, le gouvernement annonçait le site attendu pour la construction du 3ème aéroport international de Paris à la suite des recommandations du rapport Douffiagues à savoir 3 000 m² sur la commune de Beauvilliers en pleine Beauce à 80 km de Paris près de Chartres. Il ne se fera jamais.

## Culture locale et patrimoine

### Lieux et monuments

#### Église Saint-Martin
Classé MH (1928).

Lieux et monuments
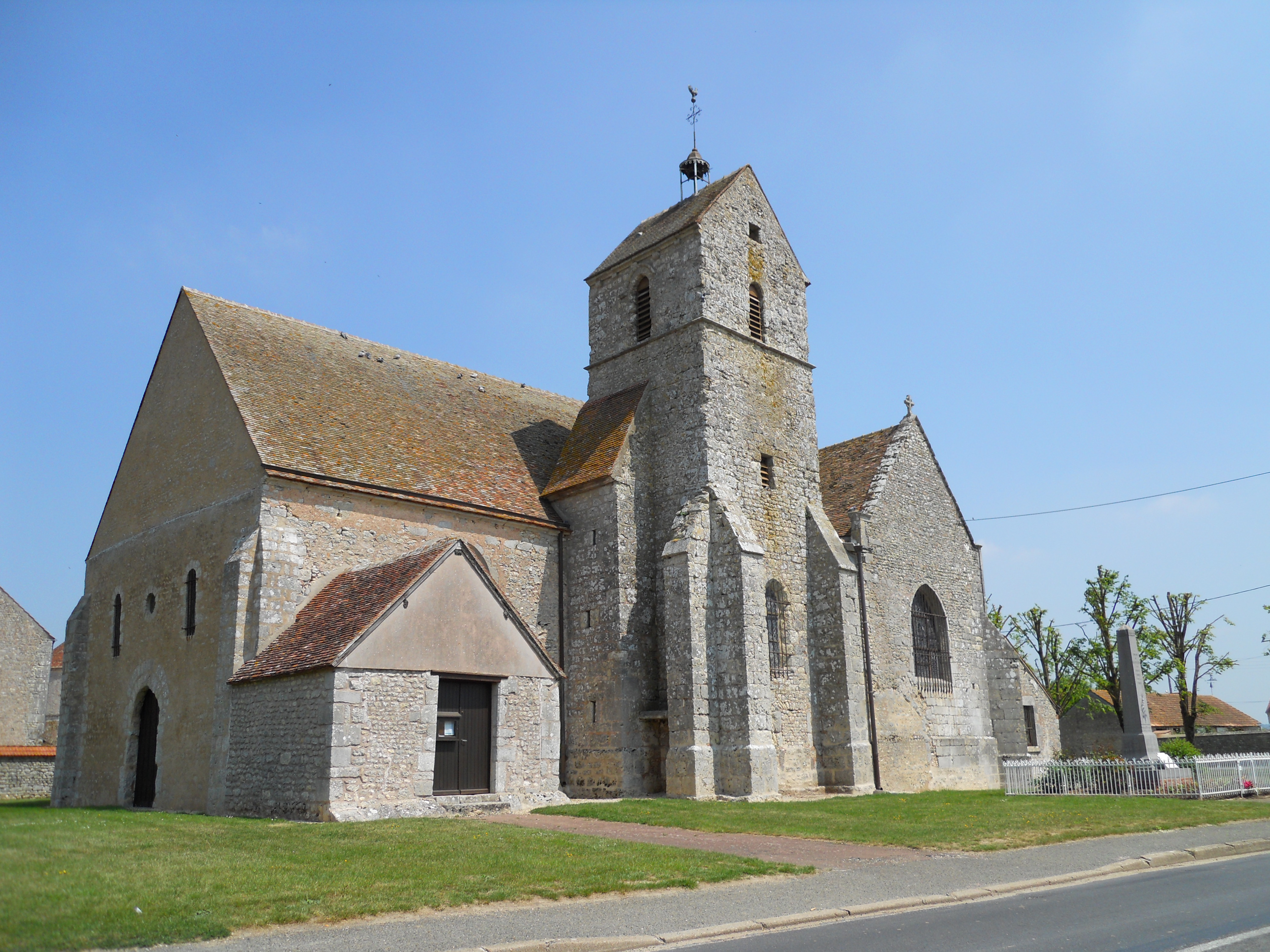
Saint-Martin de Beauvilliers

#### Autres lieux et monuments
- La mare de Villereau[31].

### Personnalités liées à la commune
- Maison de Beauvilliers, maison de noblesse d'extraction ;

### Héraldique
| Blason de la commune de Beauvilliers | Les armes de la commune de Beauvilliers se blasonnent ainsi : fascé d’argent et de sinople, les fasces d’argent chargées de six merlettes de gueules ordonnées 3.2.1.. |